# Krasnoje Znamia (obwód omski)
Kasnoje Znamia (ros. Красное Знамя) – wieś (sieło) w Rosji, w obwodzie omskim, w rejonie moskaleńskim. W 2010 liczyła 806 mieszkańców.